# ゴットランド島
座標: 北緯57度30分 東経18度33分 / 北緯57.500度 東経18.550度

市の紋章

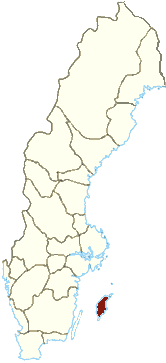
スウェーデン本土とゴットランドの位置関係

ゴットランド島（ゴットランドとう、またはゴトランド、Gotland [ˈɡɔ̌tːland] ( 音声ファイル)）はスウェーデン最大の島で（2番目はエーランド島）、同国南部に位置する（地図参照）。面積3,183.7 km2、バルト海で最大の島でもある。
島名の「ゴットランド」とは「ゴート族の地」の意。人口は 5万8595人（2017年時点）、主な収入源は観光と農業である。1950年頃までは地質学における年代区分において、シルル紀を「ゴットランド紀」と称していた。これは全島がシルル紀の化石サンゴ礁から構成されていることに由来する。
ゴットランドの主な都市は、多くの歴史的な建物とハンザ同盟時代の砦、城壁のほとんどを完全に残すヴィスビューである。観光地としても人気がある。
ゴットランドは以下の主島である：
- ゴットランド地方 - 歴史的なスウェーデンの地方
- ゴットランド県（Gotlands län） - 現在のスウェーデンの県
- ゴットランド市（Gotlands kommun） - 現在のスウェーデンの市（コミューン）

地図

## 地理・地質

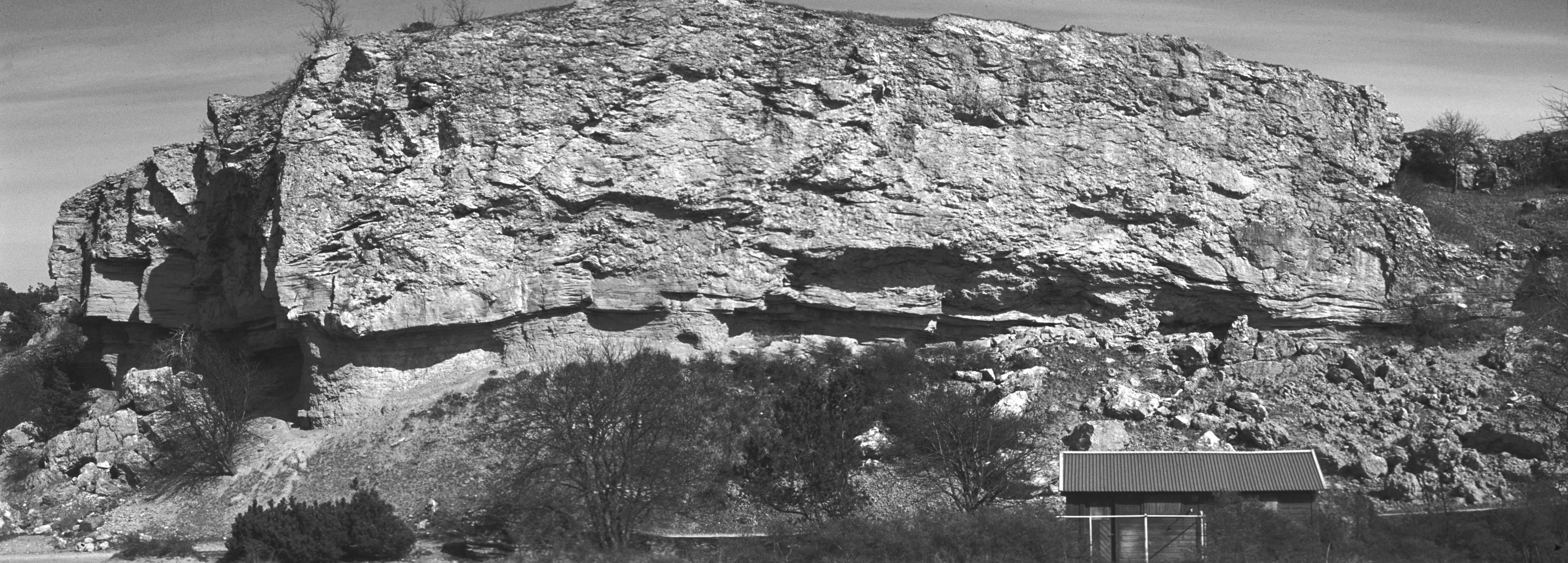
シルル紀のサンゴ礁化石

本土から東に90km離れ、バルト三国のラトビアから130kmの距離にある。人口5万7221人の内、2万2200人が中心都市ヴィスビューに住む。最高地点は82mである。島は南東へ傾斜するシルル紀の石灰岩と頁岩で構成される。これらは浅海の堆積物で、サンゴ礁も存在した。石灰岩はロークスと呼ばれるカルスト地形を生んだ。
ゴットランド島にはコハクチョウ、カオジロガンなどの多くの渉禽類とガンカモ類が生息しており、内陸部の石灰岩地域にフェン、小川と湧水が分布しており、湿地にヒトモトススキ属のCladium mariscusが生えている。沖合の離島を含む南東海岸の6ヶ所は1974年に、北東部内陸のカルガテ＝ヘイヌム湿地は2001年にそれぞれラムサール条約登録地となった。

## 文化

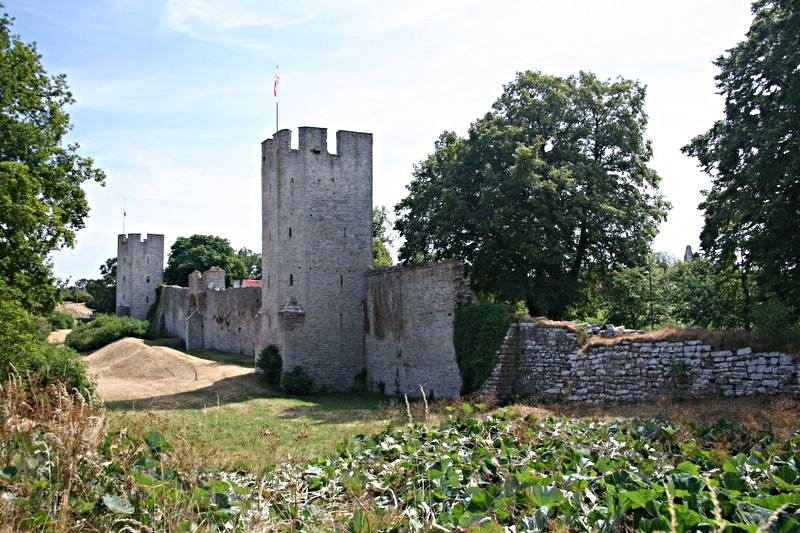
ヴィスビュー近くの城壁

- ヴィスビューの中世都市はユネスコの世界文化遺産に登録された。町を取り囲むハンザ同盟時代の砦、城壁はその特徴である。
- スウェーデンの機械物理学の父で、「北のアルキメデス」とも呼ばれるクリストフェル・プールヘム（1661年 - 1751年）はヴィスビューで生まれた。
- ゴットランドの人々は伝統的にガットニッシュ（Gutnish、Gutniska）といわれるスウェーデン語の方言を話す。
- クッブ（英語版）やヴァルパ（英語版）といった伝統的なゲームは今でも遊ばれる。
- アンドレイ・タルコフスキーはこの地を舞台に映画『サクリファイス』（1986年、エルランド・ヨセフソン）主演）を製作した。また日本の宮崎駿はアニメ映画『魔女の宅急便』（1989年）の制作に当たり、古都ヴィスビュー（ビスビー）をモデルの一つにした[2]。
- スポーツの分野では、国際アイランドゲームズ協会に所属しており、サッカーゴットランド島代表も結成されている。
- ゴットランド原産のゴットランドシープ（英語版）は黒い頭が特徴の羊で、毛と肉の両方を得ることができるが、生育数が非常に少なく、高額で取引されている。

## 歴史・民族
ゴットランド島は中世においてはヴァイキングが支配し、通商・貿易の拠点として栄えた。
近年、ゴッドランド大学遺伝考古学教室が行った700年頃のゴットランド貴族の墓の発掘調査でDNA分析が行われた。その結果、埋葬されていた人骨11体の内、完全なコーカソイド系とされた人骨が4体、6体はコーカソイドとモンゴロイドとの混血とされ、1体は完全な東アジア系のモンゴロイドと判定された。これはヴァイキングが通商を通じて、異民族・異人種と盛んに交流を行い、ゴットランドがその拠点であったことを裏付けている。実際、ヴァイキングは西はグリーンランド及び北米、東は中央アジアからシベリアに至るまで交易を広げていた。
この島は長らくデンマークの領土であったが、1645年のトルステンソン戦争の講和条約であるブレムセブルー条約によって、スウェーデン領となった。
1808年の第二次ロシア・スウェーデン戦争ではロシア帝国軍2000人が上陸して1日で降伏し、20日間占領された。

## 軍事
バルト海中部の要衝であるため、沿岸諸国の争奪・対峙の舞台となってきた。1939年にソビエト連邦がフィンランドに侵攻すると（冬戦争）、ゴットランド島でも住民が警戒のため動員された。第二次世界大戦下のスウェーデンは中立を維持。戦後の東西冷戦下でも北大西洋条約機構（NATO）とソ連など東側諸国でつくるワルシャワ条約機構のいずれにも加盟しなかったが、ゴットランド島では最大2万5千人を動員できる態勢をとり、レーダーや地下司令部を建設した。
冷戦終結後の2005年、スウェーデン軍は一時ゴットランドから撤退したが、ロシアによるクリミアの併合（2014年）を受けて方針を転換。2016年9月に島での軍事演習を再開。2017年7月以降は地対空ミサイルなどを装備した兵士約160人が常駐する。冷戦期に約350カ所作られた有事の避難用シェルターの点検も進めている。2022年時点ではスウェーデン軍約400人が駐留しているほか、島民がスウェーデン郷土防衛隊に参加している。2022年ロシアのウクライナ侵攻を受けてスウェーデンはNATO加盟を申請して認められ、同年6月6～10日にはスウェーデン軍とNATO軍が島で合同演習を行なった。
島の防衛を担うのはゴットランド連隊であり、島と南方300キロメートル弱で向かい合うロシア連邦の飛び地領土カリーニングラード州からの攻撃を特に警戒している。

## インフラ
第二次世界大戦後にゴットランドで送電のいくつかの新しい方法がテストされた。そして、スウェーデン本土とゴットランドの間で西半球における最初の使用できる超高圧直流送電システム「en:HVDC Gotland」が取り付けられた。
1999年に、超高圧直流送電システム（SVDC Visby-Nas）で初めてウィンドパークが接続された。